# Avulsed
Az Avulsed egy spanyol death metal zenekar. 1991-ben alakultak Madridban. Először három demót és egy EP-t jelentettek meg, első nagylemezüket 1996-ban adták ki. Az albumon a brutális death metal hangzás mellett melodikus részek is előfordulnak. Második nagylemezükön techno elemekkel kevert death metal hallható, amely különlegességnek számít a műfajban. Ezeken kívül még hat stúdióalbumot dobtak piacra. Lemezeiket a spanyol "Xtreem Music" kiadó jelenteti meg.

## Tagok
- Dave Rotten - éneklés (1991-)
- Cabra - gitár (1992-)
- Juancar - gitár (1994-)
- Tana - basszusgitár (1998-)
- Arian van der Wijst - basszusgitár (2015-)

Volt tagok:
- Lucky - basszusgitár (1991-1996)
- Antonio Pardo "Toni" - dobok (1991-1993)
- Luisma - gitár (1992-1994)
- Iván - basszusgitár (1996-1998)
- Furni - dobok (1993-2004)
- Javi "El Largo" - gitár (1991)
- Andy II - dobok (2000)
- Riky - dobok (2004-2012)
- Osckar - dobok (2012-2014)
- Erik Raya - dobok (2014-2015)

## Diszkográfia
Stúdióalbumok
- Eminescence in Putrence (1996)
- Cybergore (1998)
- Stabwound Orgasm (1999)
- Yearning for the Grotesque (2003)
- Gorespattered Suicide (2005)
- Nullo (The Pleasure of Self-Mutilation) (2009)
- Ritual Zombi (2013)
- Deathgeneration (2016)